# ルーカス・クロスターマン
ルーカス・マヌエル・クロスターマン（Lukas Manuel Klostermann、1996年6月3日 - ）は、ドイツ・ノルトライン＝ヴェストファーレン州ヘルデッケ出身のプロサッカー選手。ブンデスリーガ・RBライプツィヒ所属。ドイツ代表。ポジションはDF(CB＆SB)。

## 経歴

### クラブ
VfLボーフムのアカデミー出身。2014年8月、ボーフムとの契約延長交渉が決裂したと報じられた。結果、ボーフムの残り試合に出場できなくなった。同月中にRBライプツィヒ移籍が発表され、2018年までの4年契約を結んだ。
2020年5月8日、ライプツィヒが契約を2024年まで延長したことを発表した。
2024年1月11日、一時は契約延長に応じず今季終了後にフリーで退団することが濃厚かと報じられていたが、フロントの粘り強い交渉により2028年6月まで契約延長したことをライプツィヒが発表した。

### 代表
リオオリンピック代表メンバーに選出され、銀メダルを獲得した。2019年3月20日のセルビア戦でA代表デビューを果たした。2021年5月、UEFA EURO 2020に臨むメンバーに選出された。

## 代表歴

### 出場大会
- ドイツ代表
  - 2022 FIFAワールドカップ

### 試合数
- 国際Aマッチ 22試合 0得点（2019年-）[7]

| ドイツ代表 | 国際Aマッチ | 国際Aマッチ |
| 年         | 出場        | 得点        |
| ---------- | ----------- | ----------- |
| 2019       | 8           | 0           |
| 2020       | 2           | 0           |
| 2021       | 6           | 0           |
| 2022       | 5           | 0           |
| 2023       | 1           | 0           |
| 通算       | 22          | 0           |

## タイトル
RBライプツィヒ
- DFBポカール: 2021-22, 2022-23
- DFLスーパーカップ: 2023